# Битва при Оннекурі
Битва при Оннекурі — одна з битв Тридцятилітньої і франко-іспанської воєн, яка відбулася 26 травня 1642 року біля абатства Оннекур-сюр-Еско на півночі Франції між іспанськими і французькими військами. Французи зазнали серйозної поразки.

## Передумови
У 1635 році Франція вступила у Тридцятилітню війну. Основним противником Франції стали іспанські Габсбурги, проте на початку бойові дії для французів склалися невдало. У 1640 році французи змогли досягти першого серйозного успіху у війні — зайняти частину Каталонії та Іспанських Нідерландів.
Навесні 1642 року губернатор Іспанських Нідерландів Франсиско де Мело на чолі 30-тисячного війська розпочав наступ із ціллю вибити французів із зайнятих ними територій на півдні Іспанських Нідерландів (зараз це північ Франції). Мело зміг взяти фортецю Ля-Басе. Французьке військо маршала Антуана III де Грамона зайняло оборону в районі абатства Оннекур-сюр-Еско. Французи були розташовані на височині уздовж крутого яру, на правому фланзі їхні позиції впиралися в ліс а на лівому фланзі французи побудували земляні укріплення. За абатством французи розмістили свій обоз. Мело вирішив атакувати французів.

## Сили сторін
Мело мав 13 тисяч піхоти і 5 тисяч кінноти та 20 гармат. Французи мали 7 тисяч піхоти, 3 тисячі кінноти і 10 гармат.

## Битва
Вранці 26 травня іспанці трьома колонами підійшли до французьких позицій. Іспанська артилерія зайняла позиції на пагорбах і відкрила шквальний вогонь по французам. Мело кинув в атаку кінноту генерала Бека, яка атакувала центр французького війська. Французька піхота успішно відбила три атаки ворожої кінноти, після чого іспанська кіннота відійшла і більше не брала участі у битві.
Натомість іспанська піхота мала успіхи. Їй вдалося захопити абатство і розбити лівий фланг французів. Після семи годин бою іспанцям вдалося прорвати французьку оборону і на правому фланзі. Грамон наказав своїм військам відступати, але під час відходу французи зазнали великих втрат. Особливо багато французів загинуло під час переправи через річку Еско, оскільки там був лише один міст і тому утворилася велика тіснява. Грамон відступив одним з останніх.

## Наслідки
Французьке військо було розбите. 3 тисячі французів загинули, а ще 3 тисячі потрапили в полон. До рук іспанців потрапили всі французькі знамена, а також їхній обоз. Поразка при Оннекурі викликала паніку в Парижі, але Мело з військом не пішов на Париж а рушив на Рейн щоб зупинити там французький наступ.